# 明清判牘
明清判牘是明朝、清朝地方官在審理案件時所記錄下的文件，可能包括案件的原委、經過，以及該地方官判決的結果，這些記錄的文章被收集起來，形成「判牘」，或可稱為「判語文集」。
在明清之前比較有名的，包括了唐代張鷟的《龍筋鳳髓判》、白居易《百道判》、宋代和凝《疑獄集》、鄭克《折獄龜鑒》、桂萬榮《棠陰比事》，而現在較常被研究者使用的，則是南宋時期的《名公書判清明集》，反映了南宋地方政府司法實態。明清時期的判牘總數約有188種，編纂者任官的行政層級從省級至州縣級，案件涵蓋的範圍遍及全中國。通常判牘的出版除了單獨成書之外，也有判牘是被收錄在明清文人的文集之中，並且為數不少。而判牘所收錄的案件雖然是地方審判的記錄，但透過判牘資料不只是能藉此進行法律史的研究，更能透過案情了解當時的行政制度、社會經濟、社會生活等問題。

## 書目
| 明清判牘書目 | 明清判牘書目                                 | 明清判牘書目             | 明清判牘書目 | 明清判牘書目                                                                            | 明清判牘書目 |
| 編號         | 書名                                         | 編作者                   | 解題 | 推薦版本                                                                                |              |
| ------------ | -------------------------------------------- | ------------------------ | --- | --------------------------------------------------------------------------------------- | ------------ |
| 001          | 《浚川駁稿集》卷1-2                          | 王廷相                   | 王廷相，字子衡，號平厓，又號浚川，河南儀封人。弘治15年進士，選庶吉士，授兵科給事中。嘉靖中以右副都御史巡撫四川，討平芒部賊沙保，累遷左都御史加兵部尚書。嘉靖23年卒，年71，謚肅敏。本書為作者於正德8年之前任陝西巡按御史時所審理的案件，卷1收有會審錄36件，卷2收有詳駁錄52件，總計88件。 | 收於《王廷相集》，中華書局排印本                                                        |              |
| 002          | 《浚川公移集》卷1                            | 王廷相                   | 王廷相，字子衡，號平厓，又號浚川，河南儀封人。弘治15年進士，選庶吉士，授兵科給事中。嘉靖中以右副都御史巡撫四川，討平芒部賊沙保，累遷左都御史加兵部尚書。嘉靖23年卒，年71，謚肅敏。本書為作者於正德12年至16年任四川按察司僉事時所審案件，卷1收有駁文2件。 | 收於《王廷相集》，中華書局排印本                                                        |              |
| 003          | 《讞獄稿》                                   | 應檟撰，周南校           | 應檟，字子材，遂昌人。嘉靖5年進士，授刑部主事，累遷山東布政使。30年擢兵部右侍郎，總督兩廣軍務，卒于官，年61。本書為作者應檟署理刑部郎中時所審理的案件，卷2至卷5各有一則會審案件，總計有4件。但其內容之中的上部空格有其他的案例以供對照參考，卷2有16件，卷3有13件，卷4有14件，卷5有1件，總計有44件。 | 《古代判牘案例新編》據明崇禎抄本影印                                                    |              |
| 004          | 《四川各地勘案及其他事宜檔冊》               | 佚名                     | 為四川地方檔案的集成，時間約於嘉靖29年至30年，地域包括了35件成都府的案件、8件順慶府、7件夔州府、8件重慶府、7件潼州府、10件嘉定州，總計約95件，由加藤雄三所整理。 | 《北京圖書館古籍珍本叢刊》據明抄本影印                                                  |              |
| 005          | 《浮槎稿》卷11                               | 潘滋                     | 本書為作者個人文集，共有12卷，卷11（目為卷9）為公移，其中收有判牘10件，為作者潘滋於嘉靖年間任江西南安府推官時所審案件，皆為命盜重案，標題書明犯人姓名、罪名、所受刑罰。 | 《北京圖書館古籍珍本叢刊》據明嘉靖刻本影印                                              |              |
| 006          | 《備忘集》卷2                                | 海瑞                     | 海瑞，字汝賢，號剛峰，廣東瓊山人，嘉靖28年（西元1549年）舉人，初任福建南平縣教諭，繼遷浙江淳安知縣、興國知縣、戶部主事等職，後因上疏陳時政之弊，遭嘉靖帝下獄論死，帝崩而復官，任應天巡撫、南京右僉都御史、南京吏部右侍郎、南京右都御史。本書為作者於嘉靖37年至41年任浙江嚴州府淳安縣知縣、後任江西贛州府興國縣知縣至43年等時期所審案件，卷2有參語8件。本書所收案件除「陳舜興人命參語」為作者興國知縣任內所撰之外，其餘皆為淳安知縣任內所作。 | 學海出版社據國立中央圖書館藏明萬曆30年海邁刻本及國立台灣大學藏清康熙5年海廷芳刻本影印   |              |
| 007          | 《震川先生集》別集卷9                        | 歸有光                   | 歸有光，字熙甫，崑山人，嘉靖44年進士，官至南京太僕寺丞。是集為其孫歸莊所訂。本書為作者於嘉靖40年至隆慶2年任浙江湖州府長興縣知縣所審案件，別集卷9收有審單3件。 | 《四部叢刊》據上海涵芬樓影印常熟刊本重印                                                |              |
| 008          | 《支子政餘》卷5                              | 支大綸                   | 支大綸，字心易，號華平，嘉善人。萬曆2年進士，由南昌府敎授擢泉州府敎官，以事謫江西布政司理問，終奉新知縣。本書所收判牘同樣收於《支華平先生集》，該書為作者個人文集，共40卷，其中卷18為公移，收有參語、審單共計8件，應為作者於萬曆4年至6年任福建泉州府推官時所審案件，其中有數件關係人是官府中人，或是其他知縣，而同卷亦收有考語，可以做為考察當時當地的官員風氣的參考資料。 | 中央研究院傅斯年圖書館影印日本內閣文庫藏明萬曆17年序刊本                                |              |
| 009          | 《著存文卷集》                               | 佚名                     | 作者不明，收有1則時間約在萬曆9年至12年的案件。 | （未出版，臺灣無館藏。）                                                                |              |
| 010          | 《存笥小草》卷5                              | 冒日乾                   | 本書為作者個人文集，共有6卷，其中卷5、6為鄖中讞語（目為讞語），計有讞語325件，為作者於萬曆14年任湖廣德安府安陸縣知縣時所審案件。案件前無標題，敘述皆以人名開頭，文末亦多交代該案判決。案件性質複雜，不限於命盜重案或戶婚田土案件。 | 《四庫禁燬書叢刊》據北京大學圖書館藏清康熙60年冒春溶刻本影印                            |              |
| 011          | 《來恩堂集》卷15                             | 姚舜牧                   | 姚舜牧，字虞佐，號承庵，烏程人。領萬曆元年鄉薦，歷任新興知縣、署全州知州、廣昌知縣等職。本書為作者個人文集，其中卷15為作者於萬曆21年至35年間歷任廣東肇慶府新興縣知縣與廣西桂林府全州署知州期間所審案件，計有5件，內容應為作者事後的回憶錄，並非正式的公文書格式，其中新興任內所審3案全為土地爭界案件，而全州的2案則為命盜重案。 | 國家圖書館藏明萬曆末刊天啟間增補本（國家圖書館版本題名為《來恩堂文集》）                |              |
| 012          | 《百拙日錄》卷11-12                          | 詹孝達                   | 作者詹孝達，本書為作者個人文集，卷11、12為公牘，其後另附一卷同為公牘的「噬臘略」，為作者於萬曆20年代歷任浙江金華府金華縣教諭、署理金華縣、東陽縣、義烏縣知縣、廣東韶州府樂昌縣知縣、南直隸安慶府通判期間所審案件，卷11收有公牘1件、卷12收有判牘37件，總計38件，其案件性質各有不同，可能與作者本身歷官皆為州縣官為主。案件內容的格式較為正式，應為作者書於判語後的批語。附卷的「噬臘略」為萬曆42年樂昌縣的一起儒學生員鄧煒禍害鄉里的案件，由於牽涉層面甚廣，案件內容甚長，因此獨立一卷載之。 | 漢學研究中心據日本尊經閣文庫藏明萬曆年刊本影印                                          |              |
| 013          | 《宦曆漫紀》卷4                              | 余寅                     | 余寅，鄞縣人。本字君房，晚年改字僧杲。萬歷8年進士，歷任禮部郎中、陝西提學副使、陝西左參政、山東右參政、太常寺少卿。本書為為作者於萬曆15年歷任陝西提學副使、陝西布政司左參政期間所經手的文件匯編，包括水部陳白、膳曹疏列、督學規條、分陝案牘等4卷，其中卷4收各式諭、准、詳等公文，另有審單16件。 | 漢學研究中心據日本尊經閣文庫藏明天啟元年刊本影印（題名為《宦曆漫紀行述》）              |              |
| 014          | 《寶坻政書》卷6                              | 袁黃撰，劉邦謨、王好善輯 | 袁黃，字坤儀，一字了凡，吳江人。萬曆14年進士，知寶坻縣，有善政，擢兵部主事。本書為作者於萬曆16年至20年任北直隸順天府通州寶坻縣知縣後所編纂的政書，總結其為官的心得，並且收錄相關的文書，總計12卷，卷6為「刑書」，收有〈送孫按院審錄冊稿〉，為作者向按察使報告整理與製作審錄文冊的情況，其中列有「決單八起」與「轉詳未示五起」，總計收有判語12件（「轉詳未示五起」之中實收四起，非五起），案件內容皆為命盜重案，應為作者當時需轉詳上級的案件。 | 《北京圖書館古籍珍本叢刊》據明萬曆刻本影印                                              |              |
| 015          | 《三方臆斷》卷1-5                            | 陳幼學                   | 陳幼學，字志行，無錫人。萬曆17年進士，授確山知縣，政務惠民，開河渠198道。調中牟，遷刑部主事，歷湖州知府，均有惠政。以按察副使督九江兵備，告終養歸卒，年84。本書為作者於萬曆21年任河南汝寧府確山縣知縣、23年任開封府中牟縣知縣、32年至38年任浙江湖州府知府期間所審案件，卷1收有招略10件、卷2與卷3收有招略28件，卷4與卷5收有招略27件，總計有判牘65件。 | （未出版，臺灣無館藏。）                                                                |              |
| 016          | 《勿所劉先生居官水鏡》卷2、4                 | 劉時俊                   | 本書為作者於萬曆27年任南直隸廬州府廬江縣知縣、28年至29年任安慶府桐城縣知縣、29年至33年任蘇州府吳江縣知縣後為官心得的總結，共計4卷，其中卷2收有「廬江縣讞語類」6件，「桐城縣讞語類」8件，「吳江縣讞語類」24件，共計38件，另有批詞7件；卷4為「留垣事宜」，收有批語7件，參語4件，共計11件，總計全書收有法律案件56件。案件標題多書名犯人刑責與姓名，案件內容複雜。本書收錄的案件多為他書引用，如仕途懸鏡、新纂四六讞語皆引用其中部分內容。 | 《官箴書集成》據明萬曆刊本影印                                                          |              |
| 017          | 《三邑政編》                                 | 劉時俊                   | 本書為作者劉時俊於萬曆27年任南直隸廬州府廬江縣知縣、28年至29年任安慶府桐城縣知縣、29年至33年任蘇州府吳江縣知縣期間所審案件，共收有23件。 | （未出版，臺灣無館藏。）                                                                |              |
| 018          | 《白蓮沜集》卷6                              | 程德良                   | 作者程德良，字凝之，號雲連。雲夢人，萬曆11年進士，官崇信縣知縣。本書為作者的文集，卷6為作者任官期間的相關作品，其中有「讞疑十有四事」，即為為作者於萬曆年間任陝西平涼府崇信知縣所審案件，共計收有14件。每件案件皆無標題，文長約200字，案件性質不一，多為輕罪案件，無命盜重案。內容書寫格式並非公文書格式，類似作者審案完畢後簡單書寫的筆記，記錄了作者對於案件內容的理解與對於判決的思考過程。 | 漢學研究中心據日本內閣文庫藏明萬曆刊本影印                                              |              |
| 019          | 《雲間讞略》                                 | 毛一鷺                   | 毛一鷺，字孺初，萬曆32年進士，授松江府司理。《明史》無傳，僅散記其零星事跡。黃體仁之《四然齋存稿》與何三畏之《雲間志略》對其在松江府期間的政蹟多有讚揚，稱毛一鷺廉潔奉公，忠於職守，理獄循法酌情，體恤民意，首創與「熱審」並行的「冷審」制度，於寒冬季節寬釋罪囚。天啟間，毛一鷺巡撫蘇州地區，政治上依付魏忠賢，參與鎮壓因逮捕周順昌而引起的民變，並在蘇州為魏忠賢建生祠。《雲間讞略》所記載的案件均為萬曆36年之前，何三畏《雲間志略》稱「公所著《雲間讞略》，似於金科玉律之文素所嫻習。一人不輕縱，亦一人不輕枉。後先平反凡數百條，無不言爻象而事準繩也。」本書明刊本10卷，卷5、6缺佚，現僅存8卷，總計收有181件，缺50件案件。現藏於中國國家圖書館善本部。其卷1至卷9收錄了作者對訴訟案件的判語（或稱讞語），並於部分判語後附載上級官員批示（即「詳批」）。這些判語與批示似乎均為原始法律文件的彙編。卷10收錄了作者在任期間的公文，包括告示、報告與參語。                                           | 《歷代判例判牘》排印本                                                                  |              |
| 020          | 《止止齋集》卷27-28                          | 沈寅                     | 沈演，字叔敷，烏程人。萬曆20年與兄同擧進士，累官南京刑部尚書，崇禎11年卒，年73。本書為作者個人文集，共70卷，其中卷27至29為平讞，為作者於萬曆後期任江西分巡東湖道(按察司左參政)時所審案件，總計70件。案件標題皆為犯人姓名，以命盜重案為主。卷27、28的內容較長，卷29的內容每案多一兩句話，應是提供上級的簡單意見。 | 漢學研究中心據日本尊經閣文庫藏明崇禎6年刊本影印                                         |              |
| 021          | 《止園集》卷25-26                            | 吳亮                     | 作者吳亮，萬曆38年進士，歷任河南考功司員外、湖廣道御史、宣大廵按、福建布政使司都事、南京吏部驗封司郎中、光祿寺寺丞、大理右寺丞、大理右少卿。本書為作者個人文集，卷25、26為「朔巡讞書」，為作者吳亮於萬曆35年至39任監察御史、後歷任宣大巡按御史、北直隸巡按御史時期所審案件，總計收有判296件。每件案件前有標題，說明事由、犯人姓名、所犯罪責，內容極短，約50字，多為命盜重案，應為作者案件上呈至巡按御史處所做的簡單批示，並根據會審結果做出的判決。 | 漢學研究中心據日本尊經閣文庫藏明天啟元年序刊本影印                                      |              |
| 022          | 《湖湘讞略》卷1-2                            | 錢春                     | 錢春，字若木，武進人。萬曆32年進士，歷知高陽、獻縣，徵授御史，巡按湖廣，屢擢光祿卿。崇禎9年起為通政使，遷戶部右侍郎晉尚書，改南京，後罷歸卒。本書收於《湖湘五略》原有10卷，現存5卷，包括《湖湘讞略》2卷、《湖湘詳略》2卷、《湖湘詳略補》1卷。其中《湖湘讞略》為作者錢春於萬曆40年至42年任湖廣巡按御史時所審案件，總計收有判牘297件。案件多為命盜重案，標題皆書明所犯律條、刑罰、犯人姓名，並依道、府、縣等行政區分級分類。 | 《四庫全書存目叢書》據遼寧省圖書館藏明萬曆42年刻本影印                                  |              |
| 023          | 《四然齋藏稿》卷7                            | 黃體仁                   | 本書為作者個人文集，共有10卷，其中卷7收有參語4件，為作者於萬曆41年任山東按察司副使分巡東兗道時所審案件。案件性質不一，但皆為重案，包括科場、貪污、窩盜、妒婦等。 | 《四庫全書存目叢書》據湖北省圖書館藏明萬曆刻本影印                                      |              |
| 024          | 《范文忠公初集》卷4                            |                          | 范景文，字夢章，吳橋人，萬曆41年進士，授東昌推官，歷吏部稽勛主事、文選員外郎。天啟曾任文選郎中，崇禎間累官太常少卿、右僉都御史、兵部添注左侍郎、南京右都御史、兵部尚書、刑部尚書、工部尚書等職，兼東閣大學士。李自成取北京後，范景文投井而死，後賜諡文忠。本書為作者於萬曆41年至47年任山東東昌府推官時所審案件，卷4收有判11件。 | 《百部叢書集成》據清王灝輯光緖定州王氏謙德堂刊本影印                                    |              |
| 025          | 《四六雕蟲》卷31                             | 馬朴                     | 馬朴，歷任襄陽府知府與雲南按察司副使，本書為作者個人文集，全書31卷，其中卷31為招參，即作者於萬曆42年任雲南按察司副使時所審案件，收有判牘59件，皆以犯人姓名為題，冠以所服之刑，少數案件題為某某事。案件性質主要是命盜重案，可能與作者所任行政層級較高有關，但內容並非以正式公文書格式書寫，而是偏向作者自身的筆記形式。 | 國家圖書館藏明萬曆36年原刊本                                                            |              |
| 026          | 《南宮署牘》卷3                              | 沈榷                     | 作者沈榷，萬曆42年至泰昌元年任南京禮部侍郎，本書所收內容即為作者任官期間所經手的文書，其中卷3收有會審案件3件，內容為時會審天主教案的判牘，內容詳述了天主教耶穌會士從廣州到南京的傳教經過，並且有信徒的口供。 | 漢學研究中心據日本尊經閣文庫藏明泰昌刊本影印                                            |              |
| 027          | 《皇極篇》                                   | 文翔鳳                   | 文翔鳳，字天瑞，號太靑，三水人。萬曆38年進士，官至太僕寺少卿。本書為作者個人文集，共有27卷，其中卷17、18、24至27收有判語382件，為作者文翔鳳於萬曆41年任河南汝州伊陽縣知縣、43年至45年任河南府洛陽縣知縣期間所審案件。案件標題全以某某判語為名，而題名應多出自告狀標題，另外也有部分案件標題下註明原告姓名與籍貫。由於作者為州縣官員，因此本書所收案件性質複雜。內文雖短，但其形式應為作者書於詞狀後的參語與判語，若非自理案件，則多會於文末註記轉詳單位。 | 《四庫禁燬書叢刊》據天津圖書館藏明萬曆刻本影印                                          |              |
| 028          | 《定香樓全集》卷3-4                          | 區慶雲                   | 本書為作者個人文集，卷4有讞獄，為作者區慶雲於萬曆後期歷任雲南臨安、永昌、順寧、大理各府署理知府時期所審案件，收有讞語36件。案件標題皆為一件某某事，案件性質複雜。 | （未出版，臺灣無館藏。）                                                                |              |
| 029          | 《眾妙齋集》卷5-6                            | 吳玄                     | 作者吳玄，歷任嚴州知府、廣東按察司副使、河南按察司副使、湖廣布政使司右參政靖州兵備、御史、江西右參政分守饒南道、浙江按察司按察使等官。本書為作者吳玄的個人文集，其中卷5、6為「讞恤」與「讞駁」，為作者在萬曆30年代至天啟7年歷任刑部主事、江西分守饒南九江道、浙江分守金衢嚴道時期所審理案件，總計50件，案件所涉地點主要在嚴州、衢州、饒州等地，案件性質為命盜重案，標題皆已標註犯人姓名與罪名，內容應為作者於公文書中所寫的批語與駁語，對於案情經過較少書寫，但主要著眼於作者對於案情的思考與批駁的原因，對於作者在法理情的權衡問題上極有參考價值。 | 漢學研究中心據日本尊經閣文庫藏明萬曆序刊本                                              |              |
| 030          | 《檀雪齋集》卷15                             | 胡敬辰                   | 胡敬辰，字直卿，天啟2年（西元1622年）進士，官至江西驛傳道。本書為作者於萬曆45年至天啟2年任南直隸揚州府江都縣知縣、江西驛傳道時期所審案件，卷15收有判29件。本書所收內容均為作者於任職期間親自擬稿，其文「故為澀體，幾不可句讀」。 | 《四庫全書存目叢書》據上海圖書館藏明刻本影印                                            |              |
| 031          | 《寶泉新牘》卷2                              | 陳廷                     | 陳于廷，字孟諤，宜興人。萬曆29年進士，由知縣徵授御史，歷吏部左侍郎，忤魏忠賢，斥為民。崇禎初、起南京右都御史，召拜左都御史，以擬罪援引不當帝意，削籍歸卒。本書共2卷，為作者陳于廷於天啟年間督理京省錢法戶部右侍郎時經理的公文書匯編，卷2收有堂批3件，皆與假錢相關。 | 《北京圖書館古籍珍本叢刊》據明天啟4年刻本影印                                           |              |
| 032          | 《閩讞》                                     | 汪康謠                   | 作者汪康謠，歷任福建漳州府知府、南京江西道御史副使、福建按察司副使，曾被指為閹黨而削職，後又復職。本書原收於其個人文集《菉漪園集》，為獨立的一個部分，內容為作者於天啟年間任福建漳州府知府、崇禎元年任分巡福寧兵備道時期所審案件，總計收有判56件。內容格式採公文書格式，除有案件標題之外，亦有上行與下行單位的職稱，案件內容敘述完整，可見應為作者所處單位受理的文書，並非作者事後所做筆記。 | 漢學研究中心據日本內閣文庫藏明崇禎7年序刊本影印（收於《菉漪園集》）                     |              |
| 033          | 《河東文告》卷4                              | 李日宣                   | 李日宣，字晦伯，號緝敬，吉水人。萬曆41年進士，授中書舍人，擢御史。天啟元年遼陽破，請帝時召大臣，面決庶政。以濫薦逐臣，停俸3月。旋出理河東鹽政，崇禎間擢吏部尚書，復以忤旨戌邊，久之赦還卒。本書為作者於天啟2年任河東巡鹽御史、5年任山西巡按御史時期所審案件，卷4收有批103件。 | 《明代詩文集珍本叢刊》據明天啓刻本影印                                                  |              |
| 034          | 《讞豫勿喜錄》                               | 李日宣                   | 李日宣，字晦伯，號緝敬，吉水人。萬曆41年進士，授中書舍人，擢御史。天啟元年遼陽破，請帝時召大臣，面決庶政。以濫薦逐臣，停俸3月。旋出理河東鹽政，崇禎間擢吏部尚書，復以忤旨戌邊，久之赦還卒。本書為作者於崇禎3年至5年任河南巡按御史時所審案件，卷1-16收有案件11件及其相關文件。 | 鳳凰出版社《子海珍本編．大陸卷》第一輯據中國國家圖書館藏明崇禎5年劉憲伯刻本影印         |              |
| 035          | 《莆陽讞牘》                                 | 祁彪佳                   | 祁彪佳，字虎子、幼文、弘吉，號世培、遠山堂主人，浙江山陰人，天啟2年進士，歷任福建省興化府推官、御史、蘇松巡按。後任南明大理寺丞，旋擢右僉都御史。清軍攻紹興後，絕食而亡。本書為作者於天啟4年至崇禎元年任福建興化府推官時所審案件，總計12冊1514件。卷1基本上是莆田、僊游二縣訴訟案件，每則判牘的書寫格式及行文風格大多相同，似為祁彪佳在推官任上所撰判詞，或為覆覈，或為上報，或為直接處理。另有邵武、光澤、泰寧、建寧、延平、將樂、沙縣、大田等府、縣、衛、所12個查盤招，其書寫格式及行文風格亦多相同。因內容所及不屬於興化府，是否為祁彪佳所撰難以懸斷。卷2所載內容則囊括福建布政司所屬府、州、縣判牘，書寫格式及行文風格有所不同，似為祁彪佳推官任上所收錄的它府判牘。本書對於了解明末興化府司法審判、社會經濟、民情風俗具有重要價值，是探究當時訴訟程序與推官活動難得的資料。這些案件內容廣泛，有借貸、繼承、典當、買賣、租賃、僱佃、鄰里、婚姻、家庭糾紛；程序方面則有和處、和息、莆俗、莆例。 | 《歷代判例判牘》排印本                                                                  |              |
| 036          | 《按吳親審檄稿》                             | 祁彪佳                   | 祁彪佳，字虎子、幼文、弘吉，號世培、遠山堂主人，浙江山陰人，天啟2年進士，歷任福建省興化府推官、御史、蘇松巡按。後任南明大理寺丞，旋擢右僉都御史。清軍攻紹興後，絕食而亡。本書為作者於崇禎6年至7年任南直隸蘇松巡按御史時所審案件，收有案件148件。內容全部是命令府、縣的印官或佐貳官撤銷原判，拘提犯人進行複審。每則判牘書寫格式大多相同，語言簡捷。本書不僅對於研究明末蘇、松諸府的司法審判和社會經濟狀況有重要價值，而且是了解當時的審判程序、巡按御史活動等難得的資料。 | 《歷代判例判牘》排印本                                                                  |              |
| 037          | 《按吳審錄詞語》                             | 祁彪佳                   | 祁彪佳，字虎子、幼文、弘吉，號世培、遠山堂主人，浙江山陰人，天啟2年進士，歷任福建省興化府推官、御史、蘇松巡按。後任南明大理寺丞，旋擢右僉都御史。清軍攻紹興後，絕食而亡。本書為作者於崇禎6年至7年任南直隸蘇松巡按御史時所審案件，共4冊411件。 | （未出版，臺灣無館藏。）                                                                |              |
| 038          | 《祁忠惠公遺集》卷3                          | 祁彪佳                   | 祁彪佳，字虎子、幼文、弘吉，號世培、遠山堂主人，浙江山陰人，天啟2年進士，歷任福建省興化府推官、御史、蘇松巡按。後任南明大理寺丞，旋擢右僉都御史。清軍攻紹興後，絕食而亡。本書為作者於天啟4年至崇禎元年任福建興化府推官、崇禎6年至7年任南直隸蘇松巡按御史期間所審案件，卷3收有判牘3件。 | 中華書局據清道光15年山陰杜煦杜春生兄弟刻本排印                                          |              |
| 039          | 《盟水齋存牘》                               | 顏俊彥                   | 作者顏俊彥，字開眉，一字開美，號雪臞，崇禎元年進士，授廣州推官。本書為作者於崇禎元年至3年任廣東廣州府推官時所審案件，內容凡二刻，一刻有勘合不分卷、讞略五卷、翻案一卷、署府翻案一卷、矜審一卷、公移一卷、署府讞略一卷、署番禺縣讞略一卷、署香山縣讞略一卷，二刻有勘合不分卷、讞略三卷、翻案不分卷、矜審不分卷，矜疑不分卷、公移不分卷、署府讞略二卷，計收有判牘1315件。本書系作者為官期間司法實務的真實記錄，是了解明代法制建設與實施狀況的史料，也是了解明代社會、經濟，尤其是澳門歷史較好的文獻。 | 中國政法大學法律古籍整理硏究所整理標點本                                                |              |
| 040          | 《 辭》                                      | 張肯堂                   | 張肯堂，字載寧，松江府華亭人，天啟5年進士，授北直隸大名府濬縣知縣，崇禎時授御史、大理寺丞、右僉都御史，巡撫福建。後南明唐王立，加太子少保、吏部尚書，後掌都察院。唐王敗後推魯王為東閣大學士，魯王敗後殉國。本書為作者於崇禎2年至8年任北直隸大名府濬縣知縣時所審案件，卷1至12共收有判245件。該書原收於《莞爾集》，而《莞爾集》由保黎、 辭、寓農、青壇、社約等五部分組成，為張肯堂治理濬縣的公牘，而 辭被單獨抽出刊行。每則判牘前列有犯人姓名，部分有註明定讞刑名，非濬縣人者則註明縣籍。卷12末附有〈審錄要囚參語〉24則，輯錄審理重刑犯的讞詞。判詞常引經據典，詞句華麗，文體簡捷，這與作者追求文學品位有關，與其他判牘相比較為簡略。而本書反映的明末天啟、崇禎年間的河南、河北交界的社會經濟、治安、獄訟狀況，對於研究明末司法審判活動甚有價值。 | 《明代史籍彙刊》據國立中央圖書館藏明崇禎年間原刋本影印                                  |              |
| 041          | 《增城集》卷21-22                            | 李蛟禎                   | 本書原為作者李蛟禎的個人文集，卷21、22為「讞語」，應為作者擔任南直隸鳳陽府相關官員時所審案件，共收有判54件。內容雖非遵照公文書格式記載案件起因、經過、判決，但應為作者於文書上撰寫的參語，簡單地說明案件的內容，並陳述自己的意見供上級官員參考。 | 《四庫禁燬書叢刊補編》據北京大學圖書館藏明崇禎賦鵬館刻本影印                            |              |
| 042          | 《折獄新語》                                 | 李清 (崇禎進士)          | 李清，字心水，一字映璧，號天一居士，南直隸興化人，崇禎4年舉人，授寧波府推官，以考績最優，擢刑科都給事中。後調浙江布政司照磨，又起吏科給事中。南明福王建號後，遷工科給事中，尋遷大理寺左寺丞。入清後不仕隱居，以著書自娛。本書為作者於崇禎5年至11年任浙江寧波府推官時所審案件，卷1至10計收有判213件。其中婚姻26篇、承襲16篇、產業24篇、詐偽57篇、淫姦33篇、賊情14篇、錢糧7篇、失誤4篇、重犯10篇、冤犯19篇。每案前用三個字書為標題，正文以古文兼雜駢文的筆法，自「審得」語領起，開門見山，記敘訴訟當事人、案由，承接夾敘夾議，條分縷析，最後束入斷語。書末附「疑獄審語」3篇，「詳語」20篇。本書所輯判詞體現了明末律法，折案分明，文詞精煉優美，是具有代表性的明代判牘之一。 | 《歷代判例判牘》排印本                                                                  |              |
| 043          | 《退思堂集》卷1-3                            | 李陳玉                   | 作者李陳玉，本書為作者的個人文集，其中有「批記」1卷，「讞語」3卷，皆為作者於崇禎7年至14年任浙江嘉興府嘉善縣知縣時所審案件，「批記」收有282件，「讞語」則有判387件，總計669件。「批記」短則十數字，長則不滿百字，應為作者在訴訟過程中書寫於告、訴狀上對於案件簡單的批詞，但並非正式的判決。「讞語」有標題，說明案件性質，內容雖非正式公文書格式，但應為作者進行判決時所寫的判決文，篇幅約300字上下。 | 漢學研究中心據日本尊經閣文庫藏明崇禎刊本                                                |              |
| 044          | 《歙紀》卷9                                  | 傅巖                     | 作者傅巖，字野倩，號辛楣，浙江義烏人，少孤，僑居會稽，崇禎七年進士，任徽州府歙縣知縣。為官清廉，具經世長才，歙縣知縣任內重手革弊，使歙縣風氣為之一新。基於此一政蹟表現，崇禎11年獲敕命褒獎，擢為監察御史、南都戶部主事，未赴任。弘光朝亡後，傅巖與清軍戰於金華，兵敗身亡。本書為作者傅巖於崇禎7年至12年任南直隸徽州府歙縣知縣時期所作的詩文、公牘及有關官員對其考薦評語的彙錄，計有10卷，其中卷9收有判牘155件。 | 《安徽古籍叢書》據安徽圖書館藏明崇禎年間刊本排印                                        |              |
| 045          | 《用老迂略》卷2                              | 趙維寰                   | 趙維寰，字無聲。平湖人。萬歷28年舉人。本書為作者擔任南京刑部福建主事時所審案件，卷2收有案件15件。 | （未出版，臺灣無館藏。）                                                                |              |
| 046          | 《翠筠亭集》卷4                              | 石文器                   | 本書有順治本（13卷補遺1卷）與乾隆本（10卷附1卷），其中順治本並未收錄讞語，而乾隆本的卷4有「棘寺讞語」，為石文器於崇禎初年任大理寺右寺正時所審案件，收有審語13件。案件標題皆為一件某某事，多為命盜重案，其中有數則案件與閹黨有關，其他亦有逆奴與窩訪的案件。 | （未出版，臺灣無館藏。）                                                                |              |
| 047          | 《西巡政略》卷9                              | 周燦                     | 為作者周燦於崇禎末年任江西巡按御史時所審案件，卷9收有判79件。 | （未出版，臺灣無館藏。）                                                                |              |
| 048          | 《江北卹疏》                                 | 沈象先                   | 為作者沈象先於崇禎年間任刑部雲南清吏司郎中時所審案件，計19件。 | （未出版，臺灣無館藏。）                                                                |              |
| 049          | 《浠川政譜》                                 | 龔鼎孳                   | 龔鼎孳，字孝升，合肥人。明崇禎7年進士，授兵科給事中。李自成 陷都城，以鼎孳為直指使，巡視北城。及睿親王至，遂迎降，授吏科給事中。改禮科，遷太常寺少卿，累遷左都御史。本書為作者龔鼎孳於崇禎8年至15年任湖廣黃州府蘄水縣知縣期間經手的公文書匯編，其中讞牘偶存收有審語與批詞，總計43件。案件性質涵納複雜，戶婚田土命盜重案皆有。 | 中央研究院傅斯年圖書館藏清光緖9年龔彥緖重刊本                                           |              |
| 050          | 《陳忠裕全集》卷24                           | 陳子龍                   | 陳子龍，字人中，更字臥子，號大樽，松江華亭人，崇禎10年進士，選紹興推官；以定亂功，擢兵科給事中。作者於崇禎13年至16年任浙江紹興府推官時所審案件，計有12件，全數收錄於清道光時期顧沅所編《乾坤正氣集》卷432中，內容多為命盜重案，應為推官所書審語，並非個人經驗筆記。 | 國家圖書館藏清道光28年涇縣潘氏袁江節署刊同治5年新建吳坤修皖江印本（收於《乾坤正氣集》） |              |
| 051          | 《資治新書》卷8-20                           | 李漁                     | 明末清初時期的判牘集成，卷8至卷20計有788件判牘。 | 《明清法制史料輯刊》據康熙間刻本芥子園藏版影印                                          |              |
| 052          | 《憑山閣增定留青全集》卷2-3                  | 陳枚                     | 判牘集成，卷2有13件批駁，卷3有129件讞語，計有142件。 | （未出版，臺灣無館藏。）                                                                |              |
| 053          | 《憑山閣增輯留青新集》卷22-23                | 陳枚                     | 判牘集成，卷22有51件讞語，卷23有16件批駁，總計約67件。 | 《明清法制史料輯刊》據清康熙23年序刊本影印                                              |              |
| 054          | 《棘聽草》卷2-13、15-18、20                  | 李之芳                   | 為作者李之芳於順治5年至10年擔任浙江省金華府推官時審理案件之集成，卷2至卷13為讞詞，卷15至卷18及卷20為讞語，共計449件。 | 《歷代判例判牘》據康熙41年李鍾麟重刻本整理點校，第9册。                                 |              |
| 055          | 《治開錄》卷3                                | 朱鳳台                   | 為作者朱鳳台於順治5年至11年擔任浙江省衢州府開化縣期間審理案件之集成，卷3審語收錄案件60件。 | （未出版，臺灣無館藏。）                                                                |              |
| 056          | 《東興紀略》                                 | 吳肇榮                   | 為作者吳肇榮於順治10年至16年擔任山東省東昌府同知期間審理案件之集成，收錄有4件讞語。 | 《明清法制史料輯刊》據康熙22年刻本影印                                                  |              |
| 057          | 《後李瓊日錄》卷6                            | 謝鐸                     | 為作者謝繹於順治13年擔任廣東省瓊州府推官時審理案件之集成，卷6收錄審單21件與看語1件，計有22件。 | （未出版，臺灣無館藏。）                                                                |              |
| 058          | 《湯子遺書》卷7-8                            | 湯斌                     | 為作者湯斌於順治13年至16年歷任陝西省潼關道與江西省嶺北道期間審理案件之集成，卷7為潼關道時期的12件公移，卷8為嶺北道時期的51件公移，總計為63件公移。 | 清同治9年《明史稿》、《洛學編》合訂本                                                   |              |
| 059          | 《新編評注于成龍判牘菁華》                   | 于成龍                   | 為作者于成龍於順治18年至康熙6年擔任廣西省柳州府羅城縣知縣期間審理案件的集成，收錄20件判語與13件批駁，計有33件。 | 《新編評注清朝十大名吏判牘》據民國上海東亞書局鉛印本影印                                |              |
| 060          | 《理信存稿》                                 | 黎士弘                   | 為作者黎士弘於康熙元年至6年擔任江西省廣信府推官期間審理案件之集成，卷上51件，卷中72件，卷下52件，共計收錄175件判牘。 | 《古代判牘案例新編》據清康熙刻本影印                                                    |              |
| 061          | 《望山堂讞語》卷1                            | 張扶翼                   | 為作者張扶翼於康熙元年至9年擔任湖南省辰州府沅州黔陽縣知縣期間審理案件之集成，卷1收錄37件讞語。 | （未出版，臺灣無館藏。）                                                                |              |
| 062          | 《廬陽治略》卷4-6                            | 孫籀                     | 為作者孫籀於康熙3年至6年擔任安徽兵備道期間審理案件之集成，卷4有讞語111件，卷5有讞語107件，卷6有批駁176件，總計收錄394件。 | （未出版，臺灣無館藏。）                                                                |              |
| 063          | 《聖湖澹寧集》卷4                            | 何玉如                   | 為作者何玉如於康熙3年至10年擔任浙江省杭州府錢塘縣知縣期間審理案件之集成，卷4收錄有讞語24件。 | 中央研究院傅斯年圖書館藏清康熙11年謝兆昌跋刊本                                          |              |
| 064          | 《新輯仕學大乘》卷2、8                       | 犀照堂主人               | 判牘集成，卷2有批駁30件，卷8有讞語84件，計有114件。 | （未出版，臺灣無館藏。）                                                                |              |
| 065          | 《牧愛堂編》卷5-8                            | 趙吉士                   | 為作者趙吉士於康熙7年至12年擔任山西省太原府交城縣知縣時期審理案件集成，卷5至8及卷11至12計收錄超過61件判牘。 | 《古代判牘案例新編》據清康熙12年刻本影印                                                |              |
| 066          | 《四此堂稿》卷7                              | 魏際瑞                   | 為作者魏際瑞於康熙7年至11年擔任浙江巡撫幕友期間協助審理的案件，卷7收有2件批駁。 | （未出版，臺灣無館藏。）                                                                |              |
| 067          | 《福惠全書》卷12                             | 黃六鴻                   | 為作者黃六鴻於康熙9年至11年擔任山東省兗州府郯城縣知縣，康熙14年至17年擔任直隸河間府景州東光縣知縣期間審錄的案件，卷12收有看語4件及審語4件，總計8件。 | 《官箴書集成》據清康熙38年金陵濂溪書屋刊本影印                                          |              |
| 068          | 《烹鮮紀略》                                 | 崔鳴鷟                   | 為作者崔鳴鷟於康熙14年擔任河南省開封府儀封縣知縣，康熙16至20年擔任河南府偃師縣知縣期間審理的案件集成，兩冊總計收錄18件判牘。 | （未出版，臺灣無館藏。）                                                                |              |
| 069          | 《新編評注陸稼書判牘菁華》                   | 陸隴其                   | 為作者陸隴其於康熙14至16年擔任江南省蘇州府嘉定縣知縣期間審理的案件集成，約有46件判語與3件批駁，計49件。 | 《新編評注清朝十大名吏判牘》據民國上海東亞書局鉛印本影印                                |              |
| 070          | 《守禾日記》卷4-6                            | 盧崇興                   | 為作者盧崇興於康熙15至17年擔任浙江省嘉興府知府期間審理的案件集成，卷4至6收有188件判牘。 | 《歷代判例判牘》據清乾隆53年盧崧重刊本整理點校，第9册。                                 |              |
| 071          | 《珠官初政錄》卷3                            | 楊昶                     | 為作者楊昶於康熙19至26年擔任廣東省廉州府合浦縣知縣時期所審理的案件，卷3收錄45件判牘。 | （未出版，臺灣無館藏。）                                                                |              |
| 072          | 《雲陽政略》卷2-3                            | 宜思恭                   | 為作者宜思恭於康熙23至30年擔任湖南省長沙府茶陵州知州時期審理的案件，卷2收錄招詳56件，卷3收錄讞語59件，總計115件。 | （未出版，臺灣無館藏。）                                                                |              |
| 073          | 《未信編二集》卷5-6                          | 施宏                     | 為作者施宏於康熙24至27年擔任浙江省杭州府臨安縣知縣時期審理的案件集成，卷5至卷6錄有135件讞語。 | 《古代判牘案例新編》據清康熙刻本影印                                                    |              |
| 074          | 《求芻集》                                   | 葉晟                     | 為作者葉晟於康熙25至30年擔任陝西省鳳翔府郿縣知縣期間審理的案件集成，計有26件判牘。 | 《歷代判例判牘》排印本                                                                  |              |
| 075          | 《守寧行知錄》卷9-20                         | 張星耀                   | 為作者張星耀於康熙27至34年擔任浙江省寧波府知府時期所審理的案件集成，卷9至卷20收錄198件判牘。 | （未出版，臺灣無館藏。）                                                                |              |
| 076          | 《受祜堂集》卷2-3、8                         | 張泰交                   | 為作者張泰交於康熙28年至33年擔任雲南省大理府太和縣知縣，康熙41至45年擔任浙江巡撫時期所審理的案件，卷2至3為知縣時期的47件判牘，卷8為巡撫時期的23件批駁，總記70件。 | 《四庫禁燬書叢刊》據清華大學圖書館藏清康熙高熊徵刻本影印清康熙45年刊本                  |              |
| 077          | 《海陽紀略》卷下                             | 廖騰煃                   | 為作者廖騰煃於康熙28年擔任江南省徽州府休寧縣知縣時審理的案件集成，卷下收有審語18件。 | 《四庫未收書輯刊》據清康熙浴雲樓刻本影印                                                |              |
| 078          | 《治祝公移》                                 | 李淯仁                   | 為作者李淯仁於康熙30至36年擔任山東省濟南府齊河縣知縣期間審理的案件集成，收錄有20件判牘。 | （未出版，臺灣無館藏。）                                                                |              |
| 079          | 《紙上經綸》卷4                              | 吳宏                     | 為作者吳宏於康熙30至55年擔任刑名幕友期間協助審理的案件集成，卷4收有讞語28件。 | 《明清公牘秘本五種》據清康熙60年序刊本整理點校                                          |              |
| 080          | 《守邦近略》                                 | 張官始                   | 為作者張官始於康熙31至33年擔任江西省吉安府知府時期審理的案件集成，1至4集計有103件判牘。 | （未出版，臺灣無館藏。）                                                                |              |
| 081          | 《武林臨民錄》卷4                            | 李鐸                     | 為作者李鐸於康熙31年擔任浙江省杭州府知府時審理的案件集成，卷4收錄99件判牘。 | （未出版，臺灣無館藏。）                                                                |              |
| 082          | 《臨汀考言》卷8-15、18                       | 王廷掄                   | 為作者王廷掄於康熙34至41年擔任福建省汀州府知府期間審理的案件集成，卷8至卷15有審讞93件，卷18有批答22件，總計115件。 | 《四庫未收書輯刊》據清康熙刻本影印                                                      |              |
| 083          | 《肥鄉政略》卷2                              | 范大士                   | 為作者范大士於康熙38至40年擔任直隸廣平府肥鄉縣知縣期間審理的案件集成，卷2收有看語20件。 | （未出版，臺灣無館藏。）                                                                |              |
| 084          | 《宰邡集》卷23-24                            | 孫廷璋                   | 為作者孫廷璋於康熙38至44年擔任四川省成都府什邡縣知縣期間審理的案件集成，卷23至卷24總計收錄128件判牘。 | （未出版，臺灣無館藏。）                                                                |              |
| 085          | 《容我軒雜稿》                               | 李良祚                   | 為作者李良祚於康熙39至43年擔任湖南省衡山縣知縣期間審理的案件集成，收有審語26件。 | （未出版，臺灣無館藏。）                                                                |              |
| 086          | 《他山集》卷19-24                            | 盛孔卓                   | 為作者盛孔卓於康熙30年代擔任幕友時協助審理的案件集成，卷19至卷24總計收錄250讞語。 | （未出版，臺灣無館藏。）                                                                |              |
| 087          | 《同安紀略》卷首                             | 朱奇政                   | 為作者朱奇政於康熙51至52年擔任福建省泉州府同安縣知縣期間審理的案件集成，卷首有詳文8件、判語22件、批語12件，總計42件。 | 《古代判牘案例新編》據清雍正13年刻本影印                                                |              |
| 088          | 《封陵五日錄》卷7                            | 賈樸                     | 為作者賈樸擔任廣西省思恩府署知府時審理案件的集成，年代不詳，卷7收有審看17件與讞語4件，總計21件。 | 《近代中國史料叢刊》據清同治7年惟飲吳水別墅刊本賈氏《躬自厚齋叢書》影印                 |              |
| 089          | 《趙恭毅公自治官書》卷16-19                  | 趙申喬                   | 為作者趙申喬於康熙41至49年擔任湖南省偏沅巡撫期間所審理的案件集成，卷16至19收錄讞斷93件。 | 《續修四庫全書》據中國科學院圖書館藏清雍正5年何祖柱懷策堂刻本影印                       |              |
| 090          | 《天台治略》卷3、10                          | 戴兆佳                   | 為作者戴兆佳於康熙58至60年擔任浙江省台州府天台縣知縣期間審理案件的集成，卷3收錄讞語58件，卷10收錄呈批66件，總計124件。 | 《官箴書集成》據清活字本影印                                                            |              |
| 091          | 《覆甕集》．卷2-8                            | 張我觀                   | 為作者張我觀於康熙59年至雍正4年擔任浙江省紹興府會稽縣知縣，並於雍正3至4年署理山陰縣知縣期間所審理的各地案件，卷2至卷8有73件，其餘卷數亦有約20件，總計93件。 | 《續修四庫全書》據北京圖書館藏清雍正4年刻本影印                                         |              |
| 092          | 《雅江新政》                                 | 盧見曾                   | 為作者盧見曾於雍正2至3年擔任四川省嘉定州洪雅縣知縣期間審理的案件集成，包括看語10件與審單33件，總計43件。 | （未出版，臺灣無館藏。）                                                                |              |
| 093          | 《徐雨峰中丞勘語》                           | 徐士林                   | 為作者徐士林於雍正5至10年擔任江南省安慶府知府，以及於雍正12年至乾隆元年擔任福建省海防汀漳道等時期所審理的各地案件，卷1至3為安慶府時期的69件判語，卷4則為汀漳道時期的34件判語。 | 《明清法制史料輯刊》據光緖32年武進李氏聖譯樓刻本《聖譯樓叢書》影印                      |              |
| 094          | 《誠求錄》卷2、4                             | 逯英                     | 為作者逯英於雍正9年至乾隆元年擔任廣東省廣州府番禺縣知縣，同時於雍正9至11年署理南雄府保昌縣知縣，又於乾隆2至6年擔任廣東省南雄府羅定州知州等時期審理案件的集成，卷2收有16件判語，卷4則有4件，總計20件。 | （未出版，臺灣無館藏。）                                                                |              |
| 095          | 《玉華堂兩江批案》                           | 趙弘恩                   | 為作者於雍正11年至乾隆2年擔任兩江總督期間審理的案件，計有3件。 | （未出版，臺灣無館藏。）                                                                |              |
| 096          | 《東萊紀略》                                 | 嚴有禧                   | 為作者嚴有禧於雍正11年至乾隆4年擔任山東省萊州府知府期間審理的案件，計有3件。 | （未出版，臺灣無館藏。）                                                                |              |
| 097          | 《澄江治績續編》卷4                          | 蔡澍                     | 為作者蔡澍於雍正13年至乾隆9年擔任江蘇省常州府江陰縣知縣期間審理的案件，卷4收有2件。 | 《明清法制史料輯刊》據乾隆8年刻本名山藏板影印                                           |              |
| 098          | 《新編評注袁子才判牘菁華》                   | 袁枚                     | 為作者袁枚於乾隆初年歷任江蘇省江寧府江浦縣、慄水縣、江寧縣、海州沐陽縣等地知縣期間審理的各地案件，總計有43件。 | 《新編評注清朝十大名吏判牘》據民國上海東亞書局鉛印本影印                                |              |
| 099          | 《自訟編》                                   | 萬世寧                   | 為作者萬世寧於乾隆16年擔任安徽省徽州府休寧縣知縣時所審理案件的集成，計有72件。 | （未出版，臺灣無館藏。）                                                                |              |
| 100          | 《新編評注張船山判牘菁華》                   | 張問陶                   | 為作者張問陶於乾隆年間擔任山東省萊州府知府期間所審案件，計有判語28件，批駁12件，總計40件。 | 《新編評注清朝十大名吏判牘》據民國上海東亞書局鉛印本影印                                |              |
| 101          | 《未能信錄》                                 | 張五緯                   | 為作者張五緯於嘉慶年間歷任江西各州縣地方官時所審理的案件選集，共15件。 | 《歷代判例判牘》據嘉慶18年北京琉璃廠龍文齋重刻本排印                                    |              |
| 102          | 《講求共濟錄》卷3-4                          | 張五緯                   | 為作者張五緯於嘉慶13至19年歷任直隸保定府、大名府、廣平府、天津府等地知府期間所審理案件的集成，卷3收有堂斷13件，卷4收有批詞70件，總計83件。 | 《明清法制史料輯刊》據嘉慶年間刻本影印                                                  |              |
| 103          | 《講求共濟錄續集》卷1-5                      | 張五緯                   | 為作者張五緯於嘉慶13至19年歷任直隸保定府、大名府、廣平府、天津府等地知府期間所審理案件的集成，卷1有批駁15件與判語1件，卷2有判語1件與批駁32件，卷3有批駁2件，卷4有批駁2件與呈文1件，卷5有批駁1件，總計55件。 | （未出版，臺灣無館藏。）                                                                |              |
| 104          | 《涇陽張公歷任岳長衡三郡風行錄》             | 張五緯                   | 為作者張五緯於嘉慶6年擔任湖南衡州府知府，並於嘉慶8年再任湖南岳州府知府期間所審案件的集成，卷2收有岳州府堂判1件，卷5則收有衡州府批駁14件，總計15件。 | 《歷代判例判牘》排印本                                                                  |              |
| 105          | 《風行錄續集》卷1                            | 張五緯                   | 為作者張五緯於嘉慶6年擔任湖南衡州府知府，並於嘉慶8年再任湖南岳州府知府期間所審案件的集成，卷1有岳州府堂判3件，批駁9件，總計12件。 | 《歷代判例判牘》排印本                                                                  |              |
| 106          | 《宰蒲偶存》                                 | 奚大壯                   | 為作者奚大壯於嘉慶11至17年擔任湖北省德安府應城縣知縣期間所審的案件，計有2件。 | （未出版，臺灣無館藏。）                                                                |              |
| 107          | 《雪心案牘》                                 | 佚名                     | 作者不詳，依內容推測應於嘉慶23年至道光元年期間擔任山東按察使者，包括溫承惠、童槐、琦善、羅含章等人。內容計有12冊，地區涵蓋濟南府、兗州府、泰安府、曹州府等地，總計有304件。 | （未出版，臺灣無館藏。）                                                                |              |
| 108          | 《 陽紀事》卷1                               | 凌泰交                   | 為作者凌泰交於道光元年至6年擔任貴州省鎮遠府知府期間所審的案件，卷1收錄1件。 | （未出版，臺灣無館藏。）                                                                |              |
| 109          | 《滇牘偶存》                                 | 何紹祺                   | 為作者何紹祺於道光24至26年擔任雲南省雲南府昆明縣知縣期間所審案件的集成，計有判語2件，批詞37件，總計39件。 | 《中國西南文獻叢書》據清道光29年木刻本影印                                              |              |
| 110          | 《判語錄存》                                 | 李鈞                     | 為作者李鈞於道光9至12年擔任河南省河南府知府期間所審案件，卷1收錄18件、卷2收錄32件，卷3收錄34件，卷4收錄29件，總計113件。 | 《歷代判例判牘》排印本                                                                  |              |
| 111          | 《府判錄存》                                 | 邱煌                     | 為作者邱煌於道光16至25年擔任陝西省鳳翔府知府，同時於道光21至22年間署理同州府知府期間所審理案件的集成，卷1至卷4為鳳翔府時期，計有卷1收錄35件，卷2收錄36件，卷3收錄28件，卷4收錄34件，卷5則是同州府部分，收錄22件，總計155件。 | 《明清法制史料輯刊》據道光19年刻本影印                                                  |              |
| 112          | 《蝙蝠山訟案全卷》                           | 佚名                     | 作者不詳，收錄道光16年案件1件。 | （未出版，臺灣無館藏。）                                                                |              |
| 113          | 《槐卿政蹟》卷2-6                            | 沈衍慶                   | 為作者沈衍慶於道光18年至咸豐2年歷任江西省贛州府興國縣、南康府安義縣、吉安府泰和縣、饒州府鄱陽縣等地知縣期間所審案件的集成，卷2至卷6總計有135件。 | 《歷代判例判牘》排印本                                                                  |              |
| 114          | 《道光二十六年至咸豐元年安順府及黎平府稟稿》 | 常恩                     | 為作者常恩於道光27年歷任貴州省安順府知府與黎平府知府，又於29年回任安順府知府時期所審案件的集成，總計183件。 | 《明清法制史料輯刊》據清抄本影印                                                        |              |
| 115          | 《問心一隅》                                 | 胡秋潮                   | 為作者胡秋潮於道光29年前後擔任山東省東昌府博平縣知縣，可能於28年署理聊城縣知縣期間所審案件，包括卷上所收錄20件與卷下所收錄26件，總計約46件案件。 | （未出版，臺灣無館藏。）                                                                |              |
| 116          | 《新編評注胡林翼判牘菁華》                   | 胡林翼                   | 為作者胡林翼於道光27年至咸豐元年歷任貴州省安順府、鎮遠府、思南府、黎平府等地署理知府或知府期間所審案件，收有判語38件與批詞28件，共計66件。 | 《新編評注清朝十大名吏判牘》據民國上海東亞書局鉛印本影印                                |              |
| 117          | 《退厓公牘文字》卷1、3                       | 賈臻                     | 為作者賈臻於道光30年署理河南省河南府知府，並於同年至咸豐元年間任知府期間所審案件，卷1為署理期間所審的2件案件，卷3則為知府時期所審的4件案件，共計6件。 | 《明清法制史料輯刊》據清咸豐間賈氏《躬自厚齋叢書》本影印                                |              |
| 118          | 《牟公案牘存稿》                             | 牟房                     | 為作者牟房任浙江省紹興府會稽縣知縣至道光30年後，於咸豐元年任湖州府安吉縣知縣期間所審案件，計有8卷60件。 | （未出版，臺灣無館藏。）                                                                |              |
| 119          | 《自治官書偶存》卷2-3                        | 劉如玉                   | 為作者劉如玉於咸豐2至6年擔任湖南省永州府寧遠縣知縣，咸豐8至10年署理長沙府茶陵州知州期間所審理案件的集成，卷2有23件批文，卷3有16件判文，共計39件。 | 《近代中國史料叢刊》據民國58年排印本影印                                                |              |
| 120          | 《斯未信齋文編》                             | 徐宗幹                   | 為作者徐宗幹於咸豐4年任福建按察使，7至8年任浙江按察使期所審理案件，總計3件。 | 《臺灣文獻叢刊》據清同治年間刊本排印                                                    |              |
| 121          | 《曾文正公批牘》卷4-6                        | 曾國藩                   | 為作者曾國藩於咸豐10年至同治4年、同治5至7年、9至11年三任兩江總督，以及同治7至9年任直隸總督時所審案件，卷4有11件批文，卷5至6有10件批文，計21件。 | 《中華文史叢書》據清光緖2年傳忠書局刊本影印                                             |              |
| 122          | 《新編評注曾國藩判牘菁華》                   | 曾國藩                   | 為作者曾國藩於咸豐10年至同治4年、同治5至7年、9至11年三任兩江總督，以及同治7至9年任直隸總督時所審案件，計31件。 | 《新編評注清朝十大名吏判牘》據民國上海東亞書局鉛印本影印                                |              |
| 123          | 《新編評注曾國荃判牘菁華》                   | 曾國荃                   | 為作者曾國荃於同治元年至2年任江蘇布政使、5至6年任湖北巡撫、光緒2至6年任山西巡撫期間所審案件之集成，收有判文23件、批駁3件、批文19件，共計45件。 | 《新編評注清朝十大名吏判牘》據民國上海東亞書局鉛印本影印                                |              |
| 124          | 《谿州官牘》                                 | 張修府                   | 為作者張修府於咸豐11年至同治6年擔任湖南省永順府知府期間所審案件集成，丙集有批詞99件，判詞12件，共計111件。 | （未出版，臺灣無館藏。）                                                                |              |
| 125          | 《之游唾餘錄》                               | 孫鏡寰                   | 為作者孫鏡寰於咸豐4年至同治9年間歷任湖北省襄陽府穀城縣署知縣與漢陽府漢川縣署知縣期間所審案件，第1冊為判詞，第3冊另收有2件判詞。 | 《明清法制史料輯刊》據清抄本影印                                                        |              |
| 126          | 《自樂堂遺文》                               | 何桂芬                   | 為作者何桂芬於同治5至7年任陝西省陝安道時所審案件，計有批文2件。 | （未出版，臺灣無館藏。）                                                                |              |
| 127          | 《吳中判牘》                                 | 蒯德模                   | 為作者蒯德模於同治6年任江蘇省蘇州府長州縣知縣，以及同治7至9年署理太倉州知州時期所審案件，計有45件。 | 《明清法制史料輯刊》據光緖4年《嘯園叢書》刊本影印                                       |              |
| 128          | 《新編評注李鴻章判牘菁華》                   | 李鴻章                   | 為作者李鴻章任官時所審理案件集成，其案件內容時間不詳，計有判文45件，批詞19件，駁文2件，總計66件。 | 《新編評注清朝十大名吏判牘》據民國上海東亞書局鉛印本影印                                |              |
| 129          | 《雅州公牘》                                 | 黃雲鵠                   | 為作者黃雲鵠於同治8年前後擔任四川省雅州府知府時所審案件，計有判文11件。 | （未出版，臺灣無館藏。）                                                                |              |
| 130          | 《敬簡堂學治雜錄》卷4                        | 戴                       | 為作者戴杰於同治8至13年任山東省濟南府陵縣知縣時所審案件的集成，卷4有堂判9件。 | 《官箴書集成》據清光緖16年刊本影印                                                      |              |
| 131          | 《頤情館聞過集》卷8                          | 宗源翰                   | 為作者宗源瀚於同治9至10年任浙江省湖州府知府時期所審案件，卷8有8件。 | 《四庫未收書輯刊》據清光緖3年上元宗氏自刊本影印                                         |              |
| 132          | 《嶺西公牘彙存》                             | 方濬師                   | 為作者方濬師於同治8年至光緒4年任廣東省肇慶府知府，同時署理肇羅童道時期所審案件集成，總計有83件。 | 《近代中國史料叢刊》據清光緖4年粵東省富文齋刊本影印                                     |              |
| 133          | 《出山草譜》                                 | 湯肇熙                   | 為作者湯肇熙於同治11至12年任浙江省衢州府開化縣知縣，以及於光緒8至11年任溫州府平陽縣知縣時期所審案件，計有10件。 | 《四庫未收書輯刊》據清光緖10年昆陽縣署刻本影印                                          |              |
| 134          | 《宦游政稿》                                 | 惲祖祁                   | 為作者擔任知縣時所審案件，時間不詳，收有1件。 | （未出版，臺灣無館藏。）                                                                |              |
| 135          | 《問心齋學治雜錄》卷3                        | 張聯桂                   | 為作者張聯桂於光緒初年歷任廣東省高州府、惠州府、潮州府知府及惠潮嘉道時期所審案件，續錄卷3收有批文12件與判文6件，共計18件。 | 《明清法制史料輯刊》據光緖11年重刊本影印                                                |              |
| 136          | 《不慊齋漫存》卷5                            | 徐賡陛                   | 為作者徐賡陞於光緒4至6年署理廣東省惠州府陸豐縣知縣時期所審案件，卷5收有2件。 | 《筆記小說大觀》據清光緒8年南海官署刊本影印                                             |              |
| 137          | 《斯不負齋政書》                             | 周家楣                   | 為作者周家楣於光緒4至5年及8至10年任直隸順天府尹時期所審案件，計有9件。 | 《近代中國史料叢刊》據清刊本影印                                                        |              |
| 138          | 《吳平贅言》卷1-3                            | 董沛                     | 為作者董沛於光緒6至7年任江西省臨江府清江縣知縣時期所審案件，卷1有34件，卷2有29件，卷3有21件，總計84件。 | （未出版，臺灣無館藏。）                                                                |              |
| 139          | 《汝東判語》卷1-5                            | 董沛                     | 為作者董沛於光緒8年署江西省撫州府東鄉縣知縣時所審案件，卷1有32件，卷2有42件，卷3有25件，卷4有23件，卷5有20件，總計142件判文。 | （未出版，臺灣無館藏，惟「中國基本古籍庫 」收錄此書。）                                 |              |
| 140          | 《晦闇齋筆語》卷1                            | 董沛                     | 為作者董沛於光緒9至10年任江西省南康府建昌縣知縣時期所審案件，卷1有43件。 | （未出版，臺灣無館藏。）                                                                |              |
| 141          | 《南屏贅言》卷1-3                            | 董沛                     | 為作者董沛於光緒11年擔任江西省廣信府上饒縣知縣時所審案件，卷1有27件，卷2有32件，卷3有10件，總計判文69件。 | （未出版，臺灣無館藏。）                                                                |              |
| 142          | 《童溫處公遺書》                             | 童兆蓉                   | 為作者童兆蓉於光緒6年署理陝西省延榆綏道時所審案件，計有1件。 | （未出版，臺灣無館藏。）                                                                |              |
| 143          | 《剡中治略》卷中                             | 潘彬                     | 為作者潘彬於光緒6至9年及11至13年兩度任浙江省紹興府嵊縣知縣時所審案件，卷中有判語32件。 | （未出版，臺灣無館藏。）                                                                |              |
| 144          | 《天彭治略》卷3                              | 潘彬                     | 為作者潘彬於光緒19年前後任四川省成都府彭縣知縣時所審案件，卷3收有堂判32件。 | （未出版，臺灣無館藏。）                                                                |              |
| 145          | 《紹興府會稽縣民鈔彙案》                     | 佚名                     | 作者不詳，約為光緒8年之後的案件，由卷頭有「署紹興會稽縣」語判斷，可能在紹興府會稽縣地區，計有堂諭241件。 | （未出版，臺灣無館藏。）                                                                |              |
| 146          | 《學治錄存》                                 | 許某                     | 為作者許姓名不詳者，於光緒9年左右任福建省福州府福清縣知縣，計有2件。 | （未出版，臺灣無館藏。）                                                                |              |
| 147          | 《審看擬式》                                 | 剛毅                     | 為作者剛毅於光緒11至14年任山西巡撫時所審案件，計有83件。 | 中央研究院傅斯年圖書館藏清光緒15年江蘇書局刊本。                                        |              |
| 148          | 《陽山叢牘》                                 | 符翕                     | 為作者符翕於光緒15年任廣東府連州陽山縣知縣時所審案件，第1冊有19件，第2冊有20件，第3冊有20件，4冊有9件，總計68件 | （未出版，臺灣無館藏。）                                                                |              |
| 149          | 《柴桑傭錄》卷1-2                            | 鍾體志                   | 為作者鍾體志於光緒13至15年任江西省九江府德化縣時期所審案件的集成，卷1收有讞語45件，卷2收有批詞79件，總計124件。 | 《明清法制史料輯刊》據光緖16年刻本澡雪堂藏板影印                                        |              |
| 150          | 《嘉禾堂公牘鈔存》                           | 佚名                     | 作者不詳，約於光緒13至14年任直隸承德府知府，計有10件。 | （未出版，臺灣無館藏。）                                                                |              |
| 151          | 《靜遠山房公牘鈔存》                         | 佚名                     | 作者不詳，可能與《嘉禾堂公牘鈔存》作者同，並於光緒15至16年任直隸承德府知府，計收有32件。 | （未出版，臺灣無館藏。）                                                                |              |
| 152          | 《靜止軒公牘鈔存》                           | 佚名                     | 作者不詳，可能於光緒17至22年間歷任湖南省岳常灃道與辰沅永靖道，計收有7件。 | （未出版，臺灣無館藏。）                                                                |              |
| 153          | 《夢園公牘文集》                             | 劉曾驟                   | 為作者劉曾驟於光緒10年代前後約20餘年之間歷任山東省濟南府歷城縣、濟寧直隸州鄆城縣、沂州府郯城縣、東昌府茬平縣等知縣時期所審各地案件，總計收有67件。 | （未出版，臺灣無館藏。）                                                                |              |
| 154          | 《琴堂判事錄》                               | 劉鎮寰                   | 為作者劉鎮寰自光緒16年起，歷任廣東省潮州府惠來縣、嘉應直隸州興寧縣、韶州府樂昌縣等地知縣，以及署理惠州府歸善縣、廣州府增城縣等地知縣時期所收案件，總計收有74件。 | （未出版，臺灣無館藏。）                                                                |              |
| 155          | 《樊山批判》                                 | 樊增祥                   | 為作者樊增祥於光緒17至19年任陝西省西安府咸寧縣知縣，與及光緒19至25年任西安府渭南縣知縣時期所審案件集成，總計1629件案件。 | 《歷代判例判牘》據清光緒23年刊本排印                                                    |              |
| 156          | 《樊山政書》                                 | 樊增祥                   | 為作者樊增祥於光緒27至30年任陝西按察使、30至33年任陝西布政使、34年至宣統3年任江寧布政使時期所審各地案件，計有281件。 | 中華書局據清宣統2年金陵湯氏聚珍書局排印本點校                                           |              |
| 157          | 《新編評注樊樊山判牘菁華》                   | 樊增祥                   | 為作者樊增祥於光緒17至19年任陝西省西安府咸寧縣知縣，與及光緒19至25年任西安府渭南縣知縣、27至30年任陝西按察使、30至33年任陝西布政使、34年至宣統3年任江寧布政使時期所審案件之精選，計有公牘1件、批詞17件、判詞45件，總計63件。 | 《新編評注清朝十大名吏判牘》據民國上海東亞書局鉛印本影印                                |              |
| 158          | 《卷園書牘》                                 | 錢康榮                   | 為作者錢康榮於光緒20年署理湖南省岳常灃道時所審案件，計有批詞15件。 | （未出版，臺灣無館藏。）                                                                |              |
| 159          | 《敬慎堂公牘》卷6                            | 沈秉堃                   | 為作者沈秉堃於光緒年間歷任四川省瀘州直隸州江安縣、嘉定府樂山縣、成都府成都縣、綿州直隸州綿竹縣、成都府彭縣、重慶府巴縣、敘州府富順縣等地知縣所審案件，卷6收有51件。 | （未出版，臺灣無館藏。）                                                                |              |
| 160          | 《學治偶存》卷5-6                            | 陸維祺                   | 為作者擔任湖北省荊州府松滋縣時所審案件集成，時間不詳，卷5收有判詞7件，卷6收有批詞59件，總計68件。 | （未出版，臺灣無館藏。）                                                                |              |
| 161          | 《諸暨諭民紀要》卷1-3                        | 倪望重                   | 為作者倪望重於光緒21至23年為署理浙江省台州府諸暨縣知縣時期所審案件集成，卷1收59件，卷2收92件，卷3收66件，總計217件堂諭。 | 《歷代判例判牘》排印本，第10册                                                          |              |
| 162          | 《寧陽存牘》                                 | 李鍾珏                   | 為作者李鍾珏於光緒21至22年任廣東省廣州府新寧縣知縣時所審案件，計有1件。 | （未出版，臺灣無館藏。）                                                                |              |
| 163          | 《蒿盦類稿》                                 | 馮煦                     | 為作者馮煦於光緒21至22年任安徽省鳳陽府知府時期所審案件，計有5件。 | （未出版，臺灣無館藏。）                                                                |              |
| 164          | 《岳寶公牘續刻》                             | 伊拉哩英文               | 為作者伊拉哩英文於光緒22至27年間歷任湖南省岳州府與寶慶府知府時期所審案件，包括批詞115件與判語5件，總計120件。 | （未出版，臺灣無館藏。）                                                                |              |
| 165          | 《新編評注端午橋判牘菁華》                   | 端方                     | 為作者端方於光緒24至25年歷任直隸霸昌道與陝西按察使時期所審各地案件，計有判語21件，批詞50件，總計71件。 | 《新編評注清朝十大名吏判牘彙編》據民國上海東亞書局鉛印本影印                            |              |
| 166          | 《吏皖存牘》                                 | 姚錫光                   | 為作者姚錫光於光緒25至26年歷任安徽省池州府石埭縣與安慶府懷寧縣知縣時期所審各地案件，收有5件。 | 《官箴書集成》據清光緖34年京師庽齋排印本影印                                            |              |
| 167          | 《四西齋決事》                               | 孫鼎烈                   | 為作者孫鼎烈於光緒20年代左右歷任浙江省紹興府會稽縣、台州府太平縣、臨海縣等地知縣時期所審案件，總計收有169件。 | 《歷代判例判牘》排印本，第10册。                                                        |              |
| 168          | 《秀山公牘》卷3-4                            | 吳光耀                   | 為作者吳光耀於光緒27至28年任四川省酉陽州秀山縣知縣時所審案件，卷3收有批詞133件，卷4有堂判121件，總計254件。 | 《明清法制史料輯刊》據光緖29年刻本影印                                                  |              |
| 169          | 《三邑治略》                                 | 熊賓                     | 為作者熊賓於光緒27至31年歷任湖北省施南府利川縣與宜昌府東湖縣知縣時期所審案件，總計收錄183件。 | （未出版，臺灣無館藏。）                                                                |              |
| 170          | 《盧鄉公牘》卷1-4                            | 莊綸裔                   | 為作者莊綸裔於光緒28至31年任山東省登州府萊陽縣知縣所審案件，卷1至2有詳文8件，卷3至4有堂判152件，總計160件。 | 《官箴書集成》據清末排印本影印                                                          |              |
| 171          | 《交河爪印》                                 | 程龢                     | 為作者程龢於光緒27至28年間任直隸省河間府交河縣知縣時所審案件，收有批詞25件及判語2件，總計27件。 | （未出版，臺灣無館藏。）                                                                |              |
| 172          | 《浙鴻爪印》                                 | 程龢                     | 為作者程龢於光緒33年至宣統元年任浙江省寧波府象山縣知縣期間所審案件，計有73件。 | 《近代中國史料叢刊》據民國13年排印本影印                                                |              |
| 173          | 《宛陵判事日記》                             | 何恩煌                   | 為作者何恩煌於光緒29年任安徽省寧國府宜城縣知縣時所審案件，計有堂諭33件，堂斷29件，總計64件。 | 《近代中國史料叢刊》據清光緒29年序刊本影印                                              |              |
| 174          | 《濟川公牘》                                 | 佚名                     | 作者不詳，案件發生時地應於光緒29年左右四川省松藩直隸廳，計有54件。 | （未出版，臺灣無館藏。）                                                                |              |
| 175          | 《陝西鎮安縣公牘》                           | 李麟國                   | 為作者李麟國於光緒29至31年任陝西省商州鎮安縣知縣時期所審案件，計1件。 | （未出版，臺灣無館藏。）                                                                |              |
| 176          | 《贛中寸牘》                                 | 汪鍾霖                   | 為作者江鍾霖於光緒31至34年任江西省道台時所審案件，共計10件。 | 《明清法制史料輯刊》據光緖34年刻本影印                                                  |              |
| 177          | 《劬盫官書拾存》                             | 羅正鈞                   | 為作者羅正鈞於光緒31年任直隸保定府清苑縣知縣時所審案件，計有1件。 | 《明清法制史料輯刊》據民國9年湘潭羅氏養正齋刋本影印                                     |              |
| 178          | 《陶甓公牘》                                 | 劉汝驥                   | 為作者劉汝驥於光緒33年至宣統元年左右任安徽省徽州府知府時所審案件，共計129件。 | 《官箴書集成》據清宣統3年安徽印刷局排印本影印                                           |              |
| 179          | 《兩淮案牘鈔存》                             | 趙濱彥                   | 為作者趙濱彥於光緒29年至宣統元年任兩淮鹽運使期間所審案件，計有58件。 | 《稀見明清經濟史料叢刊》據清宣統間鉛印本影印                                            |              |
| 180          | 《湘藩案牘鈔存》                             | 趙濱彥                   | 為作者趙濱彥於宣統2至3年任湖南布政使期間所審案件，計有2件。 | 《近代中國史料叢刊續編》據清宣統年間排印本影印                                          |              |
| 181          | 《案事編》                                   | 沈祖燕                   | 為作者沈祖燕於光緒32年任湖南省永綏直隸廳事時所審案件，計有4件。 | 《雲南史料叢刊》據清光緖33年序刊本排印                                                  |              |
| 182          | 《敬畏齋公牘》卷2                            | 石鑫                     | 為作者石鑫於光緒33年任山西省汾州府孝義縣知縣任內所審案件，卷2收有16件批語。 | 《明清法制史料輯刊》據民國28年刻本影印                                                  |              |
| 183          | 《塔景亭案牘》                               | 許文濬                   | 為作者許文濬於光緒34年任江蘇省江寧府句容縣知縣時所審案件，總計收有402件判語。 | 《近代司法判決叢编》據民國13年排印本整理點校                                            |              |
| 184          | 《謗書》卷-4                                 | 錢瑞生                   | 為作者錢瑞生於光緒34年至宣統元年任河南省南陽府唐縣知縣時所審案件，卷2至卷4收有稟文23件。 | 《近代中國史料叢刊續編》據民國9年排印本影印                                             |              |
| 185          | 《歷任判牘彙記》                             | 趙幼班                   | 為作者趙幼班於清末歷任江蘇省江寧府上元縣知縣與山東省泰州知州期間所審案件，共計收錄721件。 | 《歷代判例判牘》排印本                                                                  |              |